# Gaillard (hrad)
Hrad Gaillard jsou dnes trosky středověkého hradu, který se nachází 90 m nad obcí Les Andelys s výhledem na řeku Seinu, v historické Normandii. Nachází se asi 95 km severozápadně od Paříže a 40 km od Rouen.
Zříceniny hradu jsou vedeny jako kulturní památka. Vnitřek hradu je otevřen pro veřejnost od března do listopadu, a okolí hradu je přístupné po celý rok.

## Historie
Stavba hradu začala v roce 1196 pod záštitou Richarda Lví srdce, který byl zároveň králem Anglie a feudálním vévodou z Normandie. Stavba hradu byla drahá, ale většina práce byla provedena v nezvykle krátké době. Trvala jen dva roky. Hrad má komplexní a pokročilý design a využívá časných principů soustředného opevnění.
Hrad Gaillard byl po dlouhém obléhání dobyt v roce 1204 francouzským králem, Filipem II. V polovině 14. století byl hrad sídlem Davida II. Skotského. Ve stoleté válce hrad změnil několikrát majitele, ale v roce 1449 jej Francouzi dobyli naposledy, a od té doby zůstal ve francouzském vlastnictví. V roce 1599 Jindřich IV. Francouzský nařídil demolici hradu, protože byl vnímán jako hrozba pro bezpečnost místních obyvatel.